# Ali Olwan
Ali Olwan, né le 26 mars 2000 à Amman en Jordanie, est un footballeur international jordanien qui évolue au poste d'ailier à Al-Karma SC (en).

## Biographie

### Carrière en club
Né à Amman en Jordanie, Ali Olwan est formé par l'Al-Jazeera, où il commence en juillet 2020 sa carrière professionnelle en championnat de Jordanie,, où il s'illustre pendant deux saisons.
En janvier 2022, il est transféré au Al-Shamal SC en championnat du Qatar,.

### Carrière en sélection
Olwan est international avec l'équipe de Jordanie des moins de 23 ans.
En novembre 2020, Olwan est convoqué pour la première fois avec l'équipe senior de Jordanie pour une série de matchs amicaux. Il honore sa première sélection contre l'Irak le 12 novembre 2020, enchainant ensuite contre la Syrie.
En janvier 2024, il est sélectionné pour prendre part à la Coupe d'Asie 2023, organisée au Qatar,.